# Pseudoneureclipsis maliboda
Pseudoneureclipsis maliboda är en nattsländeart som beskrevs av Malicky 1973. Pseudoneureclipsis maliboda ingår i släktet Pseudoneureclipsis och familjen fångstnätnattsländor. Inga underarter finns listade i Catalogue of Life.